# Buckingham (Bas-Canada)
Pour les articles homonymes, voir Buckingham.
Buckingham est un district électoral de la Chambre d'assemblée du Bas-Canada ayant existé de 1792 à 1830.

## Sous-districts
Ce district comportait les sous-districts suivants :
| Nom du sous-district                       |
| ------------------------------------------ |
| Ascot                                      |
| Baie-du-Febvre                             |
| Bécancour                                  |
| Brompton, Melbourne                        |
| Clifton, Kingsey, Leeds, Westbury, Windsor |
| Compton                                    |
| Dudswell, Hereford, Wickham                |
| Durham                                     |
| Eaton                                      |
| Grantham, Simpson                          |
| Nicolet                                    |
| Orford, Stoke                              |
| Shipton                                    |
| Saint-Antoine                              |
| Saint-Édouard de Gentilly                  |
| Saint-François                             |
| Saint-Gilles (Seigneurie)                  |
| Saint-Grégoire                             |
| Saint-Jean-Deschaillons                    |
| Saint-Louis de Lotbinière                  |
| Saint-Pierre-les-Becquets                  |
| Sainte-Croix                               |
| Yamaska                                    |

## Histoire
Son territoire correspond à la rive sud du fleuve Saint-Laurent entre Sorel et Lévis. Buckingham est l'un des 27 districts électoraux instaurés lors de la création du Bas-Canada par l'Acte constitutionnel de 1791. Il s'agit d'un district représenté conjointement par deux députés, parfois d’allégeance différente. Lors de la refonte de la carte électorale de 1829, Buckingham est divisé en huit districts.

## Liste des députés

### Siègeno1
| Années | Années      | Député                      | Parti       |
| ------ | ----------- | --------------------------- | ----------- |
|        | 1792 - 1796 | Antoine Juchereau Duchesnay | Indépendant |
|        | 1796 - 1800 | John Craigie                | Bureaucrate |
|        | 1800 - 1804 | John Craigie                | Bureaucrate |
|        | 1804 - 1808 | François Legendre           | Canadien    |
|        | 1808 - 1809 | Louis Legendre              | Canadien    |
|        | 1809 - 1810 | Louis Legendre              | Canadien    |
|        | 1810 - 1814 | Louis Legendre              | Canadien    |
|        | 1814 - 1816 | François Bellet             | Canadien    |
|        | 1816 - 1820 | François Bellet             | Canadien    |
|        | 1820 - 1820 | François Bellet             | Canadien    |
|        | 1820 - 1824 | Jean-Baptiste Proulx        | Canadien    |
|        | 1824 - 1827 | Jean-Baptiste Proulx        | Canadien    |
|        | 1827 - 1830 | Jean-Baptiste Proulx        | Patriote    |

### Siègeno2
| Années | Années      | Député                              | Parti       |
| ------ | ----------- | ----------------------------------- | ----------- |
|        | 1792 - 1796 | Joseph-Marie Godefroy de Tonnancour | Canadien    |
|        | 1796 - 1800 | George Waters Allsopp               | Indépendant |
|        | 1800 - 1804 | Louis Gouin                         | Indépendant |
|        | 1804 - 1808 | Louis Proulx                        | Canadien    |
|        | 1808 - 1809 | Jean-Baptiste Hébert                | Canadien    |
|        | 1809 - 1810 | Jean-Baptiste Hébert                | Canadien    |
|        | 1810 - 1814 | Jean-Baptiste Hébert                | Canadien    |
|        | 1814 - 1815 | James Stuart                        | Canadien    |
|        | 1815 - 1816 | Louis Bourdages                     | Canadien    |
|        | 1816 - 1820 | Joseph Badeaux                      | Bureaucrate |
|        | 1820 - 1820 | Louis Bourdages                     | Canadien    |
|        | 1820 - 1824 | Louis Bourdages                     | Canadien    |
|        | 1824 - 1827 | Louis Bourdages                     | Canadien    |
|        | 1827 - 1830 | Louis Bourdages                     | Patriote    |